# Gare de Marly-le-Roi
Gare de Marly-le-Roi vasútállomás Franciaországban, Marly-le-Roi településen.

## Vasútvonalak
Az állomást az alábbi vasútvonalak érintik:
- Saint-Cloud-Saint-Nom-la-Bretèche - Forêt-de-Marly-vasútvonal

## Kapcsolódó állomások
A vasútállomáshoz az alábbi állomások vannak a legközelebb:
- Gare de L’Étang-la-Ville (Gare de Saint-Nom-la-Bretèche - Forêt de Marly, Transilien line L)
- Gare de Louveciennes (Paris Gare Saint-Lazare, Transilien line L)